# Коваленко, Дмитрий Матвеевич
Дмитрий Матвеевич Коваленко (1925—2003) — советский передовик производства, механизатор Палаткинской автобазы объединения «Северовостокзолото» Министерства цветной металлургии СССР. Герой Социалистического Труда (1971).

## Биография
Родился 18 февраля 1925 года в селе Мостки Сватовского района Ворошиловградской области Украинской ССР. 
С 1942 года после обучения в ремесленном училище Д. М. Коваленко был призван в ряды РККА, участник Великой Отечественной войны в составе 49-го стрелкового полка 50-й стрелковой дивизии — сержант, командир отделения связи и начальник радиостанции роты связи. Воевал на 1-м Украинском и 2-м Украинском фронтах, был участником освобождения от гитлеровских войск Украины, Молдавии, Румынии, Польши и Чехословакии. За участие в войне был награждён  Орденом Отечественной войны 2-й степени и двумя медалями «За отвагу».
С 1945 года после окончания войны Д. М. Коваленко продолжил службу в Вооружённых силах СССР в среднеазиатском регионе. С 1954 года после демобилизации из рядов Советской армии Д. М. Коваленко устроился работать водителем, позже был назначен бригадиром шофёрской бригады Палаткинской автомобильной базы объединения «Северовостокзолото» Министерства цветной металлургии СССР в посёлке городского типа Палатка Хасынского района Магаданской области. Д. М. Коваленко избирался членом Магаданского областного комитета и Хасынского районного комитета КПСС. 
20 мая 1966 года Указом Президиума Верховного Совета СССР «за высокие достижения в труде»  Дмитрий Матвеевич Коваленко был награждён Орденом Трудового Красного Знамени.
30 марта 1971 года Указом Президиума Верховного Совета СССР «за выдающиеся успехи, достигнутые в развитии цветной металлургии»  Дмитрий Матвеевич Коваленко был удостоен звания Героя Социалистического Труда с вручением Ордена Ленина и золотой медали «Серп и Молот».
После выхода на заслуженный отдых, жил в городе Никополь Днепропетровской области Украины. 
Скончался 11 августа 2003 года в городе Никополь.

## Награды
- Медаль «Серп и Молот» (30.03.1971)
- Орден Ленина (30.03.1971)
- Орден Отечественной войны I и II степени (21.02.1987[3], 25.06.1944)
- Орден Трудового Красного Знамени (20.05.1966)
- Медаль «За отвагу» (04.09.1944; 25.04.1945)
- Медаль «За боевые заслуги» (15.01.1944)
- Медаль «За победу над Германией в Великой Отечественной войне 1941—1945 гг.»